# Institut d'études lévinassiennes
L'Institut d'études lévinassiennes a été fondé en l'an 2000, à Jérusalem, par les philosophes français Benny Lévy, Alain Finkielkraut et Bernard-Henri Lévy. Il rassemble des philosophes qui partagent le même intérêt pour l'œuvre d'Emmanuel Levinas.
L’Institut a été dirigé par Benny Lévy, jusqu’à sa mort en 2003. Après sa disparition, Alain Finkielkraut et Bernard-Henri Lévy assument la direction de l'association[réf. souhaitée], désormais présidée par Shmuel Wygoda. Une antenne parisienne est également créée, elle est présidée par le professeur José-Alain Sahel. Aujourd'hui, l'Institut se situe entièrement à Paris, où il est dirigé par René Lévy, et présidé par Christian Grusq.

## Revue
L’Institut publie, grâce au Comité des Cahiers présidé par Christian Grusq, les Cahiers d'études lévinassiennes, une revue annuelle dont la publication est dirigée par Gilles Hanus et Carole Brenner aux Editions Verdier. Parmi ses collaborateurs : Luc Brisson, Alain Finkielkraut, Benny Lévy, Bernard-Henri Lévy, Jean-Luc Marion, Éric Marty, Jean-Claude Milner, Stéphane Mosès, etc.

## Séminaires
L’institut organise régulièrement des séminaires, de grands débats et de grands entretiens . Parmi ses participants:  Patrick Boucheron, Luc Brisson, Joseph Cohen, Monique Dixsaut, Alain Finkielkraut, Elisabeth de Fontenay, Didier Franck, Mahmoud Hussein, Robert Legros, Bernard-Henri Lévy, Éric Marty, Jean-Claude Milner, Jacques Taminiaux, etc.